# Serie A1 2006 (baseball)
La Serie A1 2006 del Campionato italiano di baseball è stata disputata da nove squadre ed ha avuto una stagione regolare di 48 partite con 3 incontri settimanali, un'andata e un ritorno. Le prime 4 squadre della classifica dopo la stagione regolare si sono affrontate in due semifinale al meglio delle sette partite. Le due vincitrici si sono affrontate nella finali scudetto sempre al meglio delle sette partite, designando così la squadra campione d'Italia. C'è stata una sola retrocessione.

## Classifiche finali[1]

### Stagione regolare
| Classifica               | PG | PV | PP | PCT  |
| ------------------------ | -- | -- | -- | ---- |
| Italeri Bologna          | 48 | 30 | 18 | .625 |
| Colonie Maremma Grosseto | 48 | 28 | 20 | .583 |
| Caffè Danesi Nettuno     | 48 | 28 | 20 | .583 |
| Telemarket Rimini        | 48 | 25 | 23 | .521 |
| De Angelis Godo          | 48 | 24 | 24 | .500 |
| Comcor Modena            | 48 | 23 | 25 | .479 |
| T&A San Marino           | 48 | 22 | 26 | .458 |
| Ceci & Negri Parma       | 48 | 22 | 26 | .458 |
| Orel Anzio               | 48 | 14 | 24 | .292 |

### Semifinali
| Classifica        | PG | PV | PP |
| ----------------- | -- | -- | -- |
| Telemarket Rimini | 5  | 4  | 1  |
| Italeri Bologna   | 5  | 1  | 4  |

| Classifica               | PG | PV | PP |
| ------------------------ | -- | -- | -- |
| Colonie Maremma Grosseto | 5  | 4  | 1  |
| Caffè Danesi Nettuno     | 5  | 1  | 4  |

### Finali scudetto
| Classifica               | PG | PV | PP |
| ------------------------ | -- | -- | -- |
| Telemarket Rimini        | 5  | 4  | 1  |
| Colonie Maremma Grosseto | 5  | 1  | 4  |